# 卡斯特卢乔-瓦尔马焦雷
卡斯特卢乔-瓦尔马焦雷（義大利語：Castelluccio Valmaggiore），是意大利福贾省的一个市镇。总面积26.66平方公里，人口1366人，人口密度51.2人/平方公里（2009年）。ISTAT代码为071016。